# Hita (Ōita)

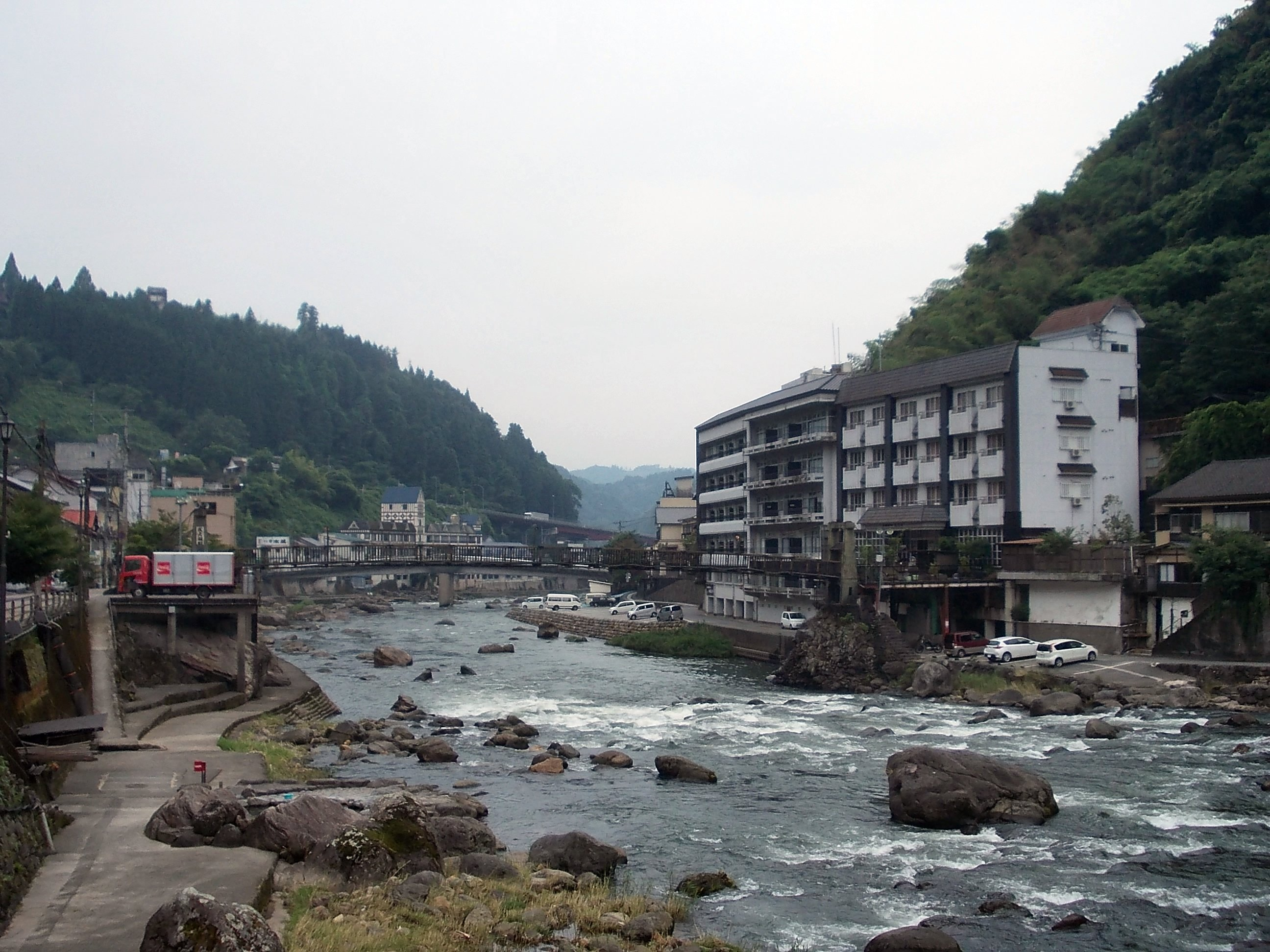
Amagase Onsen

Hita (日田市 Hita-shi?) es una ciudad en la prefectura de Ōita, Japón, localizada en la parte norte de la isla de Kyūshū. Tenía una población estimada de 61 755 habitantes el 1 de marzo de 2021 y una densidad de población de 94 personas por km². Es un centro agrícola e industrial que produce principalmente madera, muebles y cerámica. Sus atracciones y belleza escénica también lo convierten en un popular destino turístico.

## Geografía
Hita se está localizada en el extremo oeste de la prefectura de Ōita, y limita con las prefecturas vecinas de Fukuoka y Kumamoto. Las ciudades circundantes incluyen Kurume al oeste, Nakatsu al norte y Kusu al este. Hita es una cuenca natural rodeada de montañas, con varios ríos que eventualmente se convierten en el río Chikugo. Debido a esta conexión, aunque Hita se coloca dentro de la prefectura de Ōita, comparte una conexión histórica con la prefectura de Fukuoka. El dialecto usado en Hita tiene características del dialecto hichiku usado en las prefecturas de Fukuoka, Nagasaki y Saga.
Muchos ríos que atraviesan la ciudad se unen al río Mikuma y luego al río Chikugo. Estos ríos se utilizaron para distribuir madera a Kurume y Ōkawa al final del período Edo, pero con la finalización de la represa Yoake, el uso de esta ruta se detuvo.
Las montañas que rodean la cuenca de Hita alcanzan los 1000 metros sobre el nivel del mar, mientras que algunas montañas alrededor de Nakatsue, Maetsue y Kamitsue alcanzan los 1200 metros.

### Clima
Hita tiene un clima subtropical húmedo (Cfa en la clasificación climática de Köppen). Como cuenca, el cambio de temperatura de día a noche durante el verano y el invierno es abrupto. La ciudad tiene una alta tasa de precipitación anual, con más de un tercio de la lluvia que cae durante la estación lluviosa en los meses de junio y julio. Las lluvias torrenciales son frecuentes y en el pasado han producido graves daños por inundaciones. Desde la primavera hasta el otoño, una niebla profunda conocida localmente como sokogiri (底霧?) a menudo aparece por las mañanas.
Lo veranos son muy calurosos, con temperaturas que a menudo superan los 35 grados Celsius (95,0 °F), mientras que el invierno es notablemente frío. A veces la temperatura cae a -5 °C (23 °F). Hita recibe más nieve que el promedio de la prefectura de Ōita. Mientras que la nieve dentro del área principal de la ciudad se acumula a menos de 10 cm al año, las regiones montañosas pueden acumular más de 30 cm de nieve.
En la zona montañosa de Maetsue, la tasa de precipitación es alta. Si bien esto ayuda a cultivar los cedros y cipreses japoneses que se utilizan en la industria forestal, también causa deslizamientos de tierra.
| Parámetros climáticos promedio de Hita | Parámetros climáticos promedio de Hita | Parámetros climáticos promedio de Hita | Parámetros climáticos promedio de Hita | Parámetros climáticos promedio de Hita | Parámetros climáticos promedio de Hita | Parámetros climáticos promedio de Hita | Parámetros climáticos promedio de Hita | Parámetros climáticos promedio de Hita | Parámetros climáticos promedio de Hita | Parámetros climáticos promedio de Hita | Parámetros climáticos promedio de Hita | Parámetros climáticos promedio de Hita | Parámetros climáticos promedio de Hita |
| Mes                                    | Ene.                                   | Feb.                                   | Mar.                                   | Abr.                                   | May.                                   | Jun.                                   | Jul.                                   | Ago.                                   | Sep.                                   | Oct.                                   | Nov.                                   | Dic.                                   | Anual                                  |
| -------------------------------------- | -------------------------------------- | -------------------------------------- | -------------------------------------- | -------------------------------------- | -------------------------------------- | -------------------------------------- | -------------------------------------- | -------------------------------------- | -------------------------------------- | -------------------------------------- | -------------------------------------- | -------------------------------------- | -------------------------------------- |
| Temp. máx. media (°C)                  | 8.8                                    | 10.2                                   | 14.6                                   | 20.8                                   | 25.1                                   | 27.9                                   | 31.5                                   | 32.6                                   | 28.5                                   | 23.1                                   | 17.4                                   | 11.6                                   | 21                                     |
| Temp. media (°C)                       | 3.3                                    | 4.4                                    | 7.9                                    | 13.9                                   | 18.3                                   | 22.1                                   | 26.2                                   | 26.6                                   | 22.6                                   | 16.3                                   | 10.5                                   | 5.2                                    | 14.8                                   |
| Temp. mín. media (°C)                  | -1.2                                   | -0.4                                   | 2.0                                    | 7.7                                    | 12.2                                   | 17.4                                   | 22.1                                   | 22.2                                   | 18.2                                   | 10.9                                   | 5.2                                    | 0.4                                    | 9.7                                    |
| Precipitación total (mm)               | 70.2                                   | 82.5                                   | 110.7                                  | 148.8                                  | 172.5                                  | 324.7                                  | 323.4                                  | 194.0                                  | 159.8                                  | 92.7                                   | 66.3                                   | 48.8                                   | 1794.4                                 |
| Nevadas (cm)                           | 15                                     | 8                                      | 2                                      | 0                                      | 0                                      | 0                                      | 0                                      | 0                                      | 0                                      | 0                                      | 0                                      | 4                                      | 29                                     |
| Horas de sol                           | 104.7                                  | 110.6                                  | 150.3                                  | 160.4                                  | 178.6                                  | 136.4                                  | 167.4                                  | 193.9                                  | 146.6                                  | 157.5                                  | 122.3                                  | 106.2                                  | 1734.9                                 |
| Humedad relativa (%)                   | 78                                     | 77                                     | 74                                     | 73                                     | 74                                     | 77                                     | 79                                     | 78                                     | 80                                     | 80                                     | 81                                     | 80                                     | 77.6                                   |
| Fuente: NOAA (1961–1990)               |                                        |                                        |                                        |                                        |                                        |                                        |                                        |                                        |                                        |                                        |                                        |                                        |                                        |

## Demografía
Según los datos del censo japonés, la población de Hita ha disminuido constantemente en los últimos 40 años.
| Gráfica de evolución demográfica de Hita entre 1940 y 2015 |
|                                                            |
| Oficina de Estadística de Japón                            |

## Ciudades hermanas
Hita está hermanada con:
- Yakushima, Japón;